# Michael Carreras
Pour les articles homonymes, voir Carreras.
Michael Carreras est un producteur et réalisateur britannique né le 21 décembre 1927 à Londres et mort dans la même ville le 19 avril 1994. Il est le producteur des films Hammer.

## Filmographie

### Comme producteur
- 1951 : The Dark Light
- 1952 : Never Look Back
- 1953 : Mantrap
- 1953 : Four Sided Triangle
- 1953 : Spaceways
- 1953 : Blood Orange
- 1954 : Face the Music
- 1954 : Murder by Proxy
- 1954 : Life with the Lyons (en)
- 1954 : Meurtres sans empreintes (The Stranger Came Home)
- 1954 : Third Party Risk
- 1954 : La Revanche de Robin des Bois (Men of Sherwood Forest)
- 1954 : Mask of Dust
- 1955 : Eric Winstone's Stagecoach
- 1955 : Rapt à Hambourg (en) (Break in the Circle)
- 1955 : The Right Person (en)
- 1956 : X l'Inconnu (X the Unknown) de Leslie Norman
- 1957 : Frankenstein s'est échappé! (The Curse of Frankenstein)
- 1957 : Le Commando sacrifié (The Steel Bayonet)
- 1957 : La Marque (Quatermass 2)
- 1957 : Le Redoutable homme des neiges (The Abominable Snowman)
- 1958 : A Clean Sweep
- 1958 : L'Île du camp sans retour (The Camp on Blood Island)
- 1958 : Le Cauchemar de Dracula (Dracula)
- 1958 : La Revanche de Frankenstein (The Revenge of Frankenstein)
- 1958 : L'Homme au masque de verre (en) (The Snorkel)
- 1959 : Danger List (en)
- 1959 : Le Chien des Baskerville (The Hound of the Baskervilles)
- 1959 : Tout près de Satan (Ten Seconds to Hell)
- 1959 : L'Homme qui trompait la mort (The Man Who Could Cheat Death)
- 1959 : Section d'assaut sur le Sittang (Yesterday's Enemy)
- 1959 : La Malédiction des pharaons (The Mummy)
- 1960 : Les Étrangleurs de Bombay (The Stranglers of Bombay)
- 1960 : Méfiez-vous des inconnus (Never Take Sweets from a Stranger)
- 1960 : Un homme pour le bagne (Hell Is a City)
- 1960 : Les Maîtresses de Dracula (The Brides of Dracula)
- 1960 : Les Deux Visages du Docteur Jekyll (The Two Faces of Dr. Jekyll)
- 1960 : Le Serment de Robin des Bois (Sword of Sherwood Forest)
- 1961 : Cash on Demand
- 1961 : L'Empreinte du dragon rouge (The Terror of the Tongs)
- 1961 : Visa pour Canton (Passport to China)
- 1961 : Hurler de peur (Taste of Fear)
- 1961 : A Weekend with Lulu (en)
- 1961 : La Nuit du loup-garou (The Curse of the Werewolf)
- 1962 : L'Attaque de San Cristobal (Pirates of Blood River)
- 1963 : Les Damnés (The Damned)
- 1963 : What a Crazy World (en)
- 1964 : Les Maléfices de la momie (The Curse of the Mummy's Tomb)
- 1965 : La Déesse de feu (She)
- 1966 : Un million d'années avant J.C. (One Million Years B.C.)
- 1967 : Slave Girls
- 1967 : Le Défi de Robin des Bois (A Challenge for Robin Hood)
- 1968 : Le Peuple des abîmes (The Lost Continent)
- 1969 : Alerte Satellite 02 (Moon Zero Two)
- 1970 : Le Mannequin défiguré (Crescendo)
- 1971 : Violence et sexe aux temps préhistoriques (Creatures the World Forgot)
- 1972 : Nearest and Dearest (en)
- 1972 : Le Cirque des vampires (Vampire Circus)
- 1972 : Dracula '73 (Dracula A.D. 1972)
- 1972 : Straight on Till Morning
- 1972 : Les Démons de l'esprit (Demons of the Mind)
- 1972 : That's Your Funeral
- 1974 : Un dénommé Mister Shatter (Shatter)
- 1979 : The Lady Vanishes

### Comme réalisateur
- 1955 : Cyril Stapleton and the Show Band (documentaire)
- 1955 : Just for You (documentaire)
- 1955 : Parade of the Bands (documentaire)
- 1955 : Copenhagen (documentaire)
- 1957 : Le Commando sacrifié (The Steel Bayonet)
- 1961 : Visa pour Canton (Passport to China)
- 1962 : La Chevauchée des Outlaws (Tierra brutal)
- 1963 : Le Maniaque (The Maniac)
- 1963 : What a Crazy World (en)
- 1964 : Les Maléfices de la momie (The Curse of the Mummy's Tomb)
- 1967 : Les Femmes préhistoriques (Prehistoric Women)
- 1968 : Le Peuple des abîmes (The Lost Continent)
- 1971 : La Momie sanglante (Blood from the Mummy's Tomb)
- 1974 : Un dénommé Mister Shatter (Shatter)